# Acosmetoptera sogai
Acosmetoptera sogai is een vlinder van de familie van de uilen (Lasiocampidae). De wetenschappelijke naam van deze soort is voor het eerst voorgesteld als Phoenicladocera sogai door Yves de Lajonquière in een publicatie uit 1970. De spanwijdte van het mannetje bedraagt 45 millimeter.
De soort komt voor op Madagaskar.